# Chelidonichthys lucerna
La gallinella o capone gallinella (Chelidonichthys lucerna (Linnaeus, 1758)) è un pesce teleosteo della famiglia Triglidae.

## Nome comune
Per legge, i nomi di "gallinella" e "cappone" coprono la specie Chelidonichthys lucerna e le specie affini C.cuculus, C.obscurus, Eutrigla gurnardus, Trigla lyra e Trigloporus lastoviza, mentre per altre specie, come C.kumu, è ammesso il termine "gallinella" accompagnato da specificazioni varie (australe, del Pacifico, oceanica).
Al di fuori degli obblighi commerciali, è usato anche il nome di "pesce capone" (o semplicemente "capone"), soprattutto in alcune regioni. A volte è usata anche la combinazione "capone gallinella". In Romagna è chiamato mazzòla.
D'altra parte, il termine "cappone", sempre al di fuori degli obblighi commerciali, in Liguria e Toscana indica anche lo scorfano, mentre in Sicilia, dove viene chiamato pesce Fagiano, il termine "pesce capone" o "capone" indica la lampuga.

## Distribuzione e habitat
Oceano Atlantico orientale, dall'Irlanda al Marocco e nel mar Mediterraneo da 20 ad anche 200 metri di profondità, su fondali sabbiosi.

## Descrizione

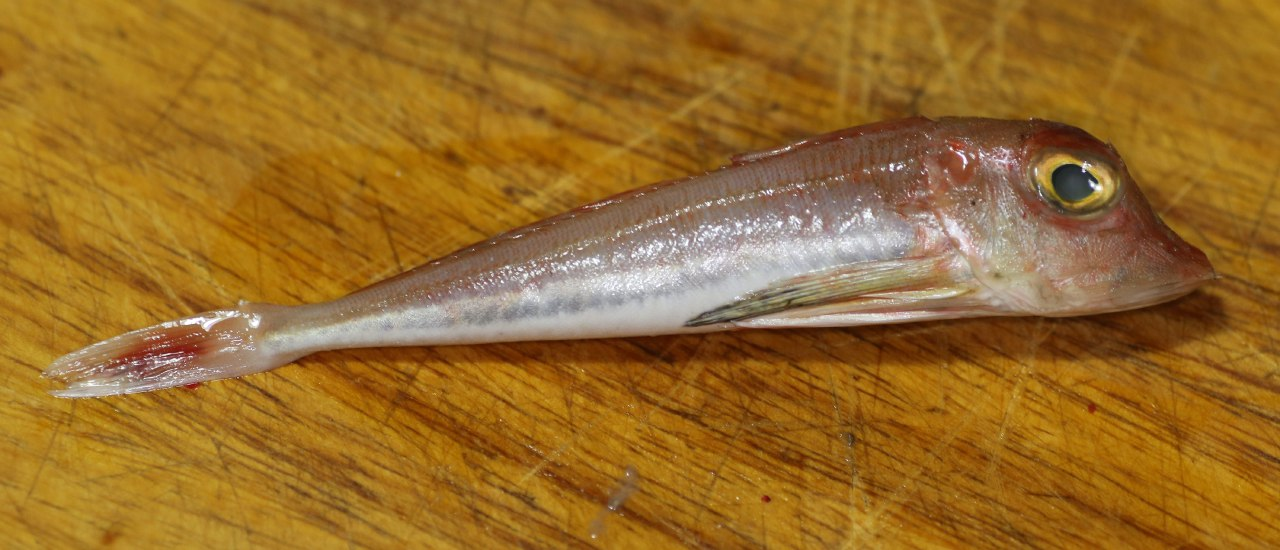
Chelidonichthys lucerna

Ha una testa grande e massiccia con un muso ben visibile e sporgente, la spina sull'opercolo non è molto grande. Il profilo della fronte è dritto, non incavato. Le pinne pettorali sono ampie e di color nero-blu con disegni blu elettrico vivace ed una macchia nera all'attaccatura. La linea laterale è evidente, ogni scaglia sulla linea laterale ha un dentello rivolto indietro. Pinna dorsale a punta.
La colorazione del corpo è brunastra o rossiccia sul dorso mentre sui fianchi vira sul rosa salmone. Il ventre è bianco. 
Raggiunge i 70 cm di lunghezza.

## Biologia
Può emettere suoni brontolanti con la vescica natatoria. Quando viene inseguito, intorbida l'acqua per confondere il predatore.

### Alimentazione
Mangia soprattutto crostacei e molluschi, che cattura sui fondali sabbiosi..

## Pesca
Si pesca con reti a strascico, reti da posta, palamiti e lenze.

## Consumo

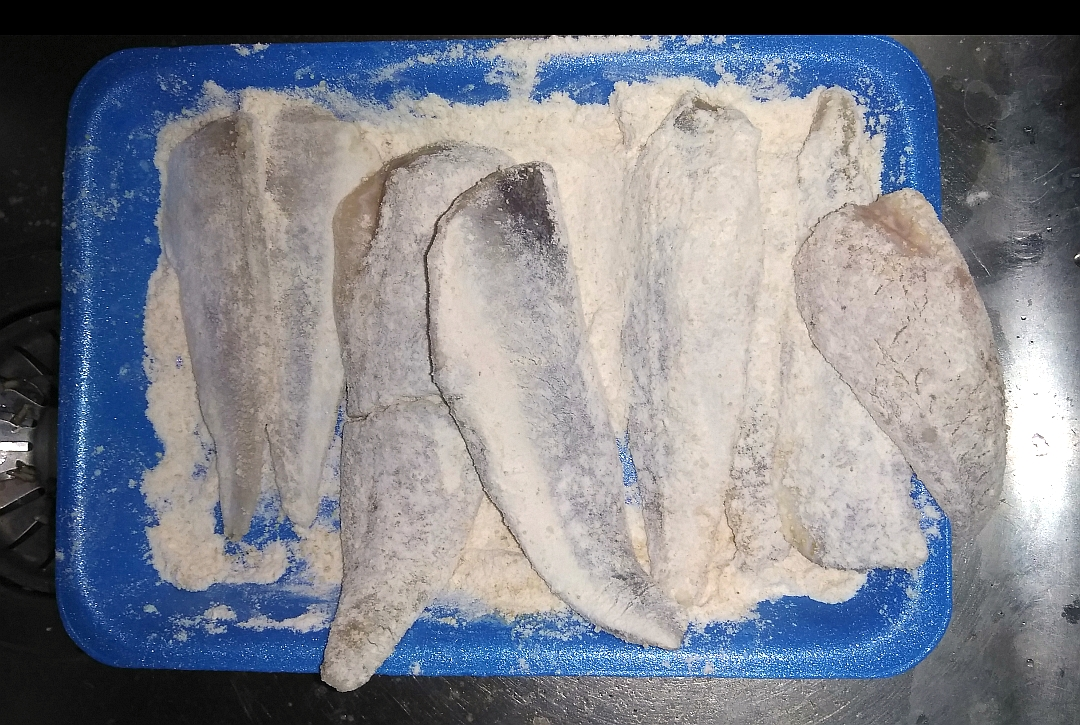
Filetti di gallinella infarinati

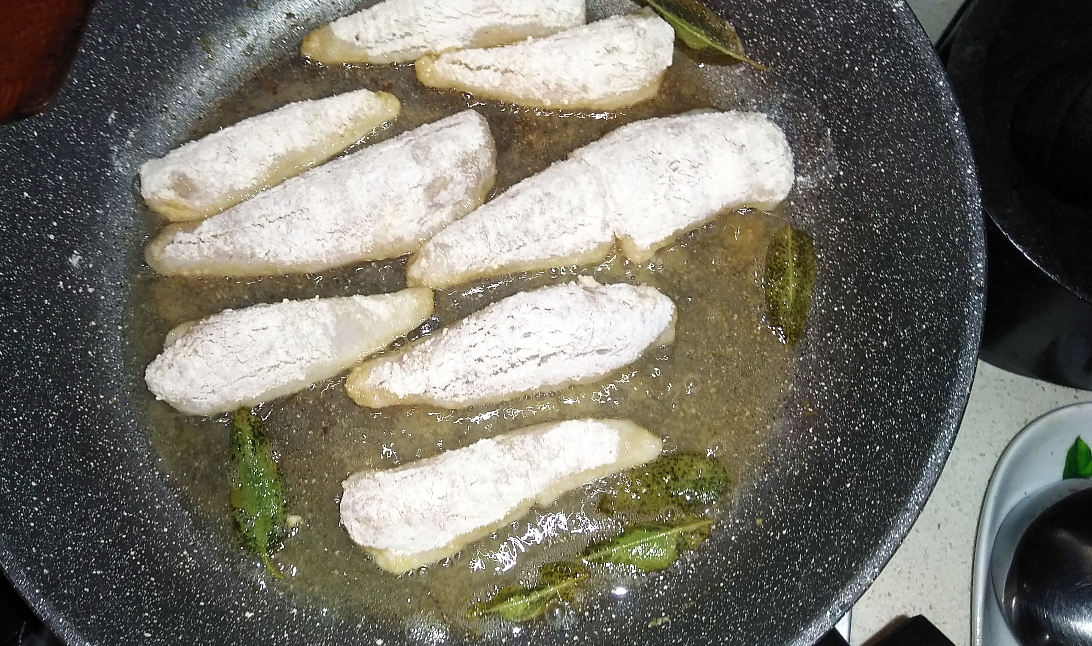
Frittura burro e salvia

Le carni sono bianche e tenere, molto apprezzate. Vengono consumati di solito esemplari non troppo grossi, di pezzatura compresa tra i due etti e il mezzo chilo. Può essere fritta o cotta al forno, in genere dopo essere stata sfilettata. Esistono però anche varie ricette per la cottura in umido, con l'accompagnamento di pomodori o altre verdure.